# 阿泰拉
阿泰拉（義大利語：Atella），是意大利波坦察省的一个市镇。总面积88平方公里，人口3899人，人口密度44.3人/平方公里（2009年）。ISTAT代码为076006。